# Нова Весь (гміна Ізбиця-Куявська)
Нова Весь (пол. Nowa Wieś) — село в Польщі, у гміні Ізбиця-Куявська Влоцлавського повіту Куявсько-Поморського воєводства.
Населення — 118 осіб (2011).
У 1975-1998 роках село належало до Влоцлавського воєводства.

## Демографія
Демографічна структура станом на 31 березня 2011 року:
|          | Загалом | Допрацездатний вік | Працездатний вік | Постпрацездатний вік |
| -------- | ------- | ------------------ | ---------------- | -------------------- |
| Чоловіки | 58      | 16                 | 33               | 9                    |
| Жінки    | 60      | 17                 | 33               | 10                   |
| Разом    | 118     | 33                 | 66               | 19                   |